# Brezzo di Bedero
Brezzo di Bedero (Bresc de Beder in dialetto varesotto, AFI: [ˈbrɛʃ de ˈbeːder]) è un comune italiano di 1 219 abitanti della provincia di Varese in Lombardia.

## Storia
Brezzo di Bedero fu sede, almeno dal 1277, di un importante ramo della nobile famiglia Sessa, che proprio in quegli anni entrava nei ranghi del patriziato milanese.

### Simboli
Lo stemma e il gonfalone sono stati concessi con decreto del presidente della Repubblica del 27 aprile 1962.
Il gonfalone è un drappo partito di verde e di bianco.

## Monumenti e luoghi d'interesse
- Collegiata di San Vittore il Moro, detta "la Canonica", documentata già a partire dal 1100, di stile romanico. All'interno dell'edificio era conservato un importante antifonario ambrosiano, la cui parte iemale (invernale) è conservata alla British Library di Londra[7]. Oggi è sede dell'Avulss

## Società

### Evoluzione demografica
- 386 nel 1751
- 576 nel 1805
- 849 dopo annessione di Muceno nel 1809
- 726 nel 1853
- 809 nel 1901
- annessione a Luino nel 1928
- 683 nel 1961

Abitanti censiti

## Amministrazione
Brezzo di Bedero fa parte della Comunità Montana Valli del Verbano. Durante il fascismo il comune fu annesso a Luino.